# Iratiko
L'Iratiko erreka est un ruisseau  qui traverse le département des Pyrénées-Atlantiques et se dirige vers l'Espagne (Sierra de Abodi), dans la Communauté forale de Navarre pour devenir l'Irati, affluent droit de l'Aragon à Sangüesa en Navarre.

## Géographie
D'une longueur de 12,8 kilomètres en France, il prend sa source sur la commune de Larrau (Pyrénées-Atlantiques), à l'altitude de 1 260 mètres.
Il coule de l'est vers le sud-ouest et se dirige vers l'Espagne.
Il conflue avec l'Irati, à l'altitude 869 mètres, dans la Communauté forale de Navarre.

## Communes et cantons traversés
Dans le seul département des Pyrénées-Atlantiques, l'Iratiko erreka traverse trois communes et deux cantons : dans le sens amont vers aval : Larrau (source), Mendive et Lecumberry.
Soit en termes de cantons, l'Iratiko erreka prend source dans le canton de Tardets-Sorholus et coule dans le canton de Saint-Jean-Pied-de-Port avant de sortir de France et de franchir la frontière franco-espagnole.

## Affluents
L'Iratiko erreka a onze affluents référencés :
- l'Olzaluréko erreka (rg) 2,6 km sur Larrau et Mendive ;
- l'Ataramatzéko erreka (rd) 1,8 km sur Mendive ;
- le Burdincurutchétako erreka (rd) 2,6 km sur Mendive ;
- le ruisseau de Sourzay (rd) 3,9 km sur Lecumberry et Mendive ;
- le Larreluchéko erreka (rd) 2,3 km sur Lecumberry et Mendive ;
- l'Arpiako erreka (rg) 1,0 km sur Lecumberry et Mendive ;
- le Léherreko erreka (rg) 2,4 km sur Larrau et Lecumberry ;
- le Patarbeltcheko erreka (rd) 2,4 km sur Larrau et Lecumberry ;
- l'Uthurkokotséko erreka (rg) 2,9 km sur Larrau et Lecumberry ;
- l'Oraatéko erreka (rd) 2,4 sur Lecumberry ;
- l'Ourdanitzarrétako erreka (rg) 1,4 sur Larrau.

Géoportail référence  deux autres affluents coulant sur la seule commune de Larrau :
- l'Iratzabaletako erreka (rg) ;
- le Pétrilarréko erreka (rg).